# James Fitzgerald
James Fitzgerald, född 3 november 1883, död 1963, var en friidrottare från Kanada. Han deltog vid olympiska sommarspelen 1908.